# Liste der denkmalgeschützten Objekte in Bleiburg
Die Liste der denkmalgeschützten Objekte in Bleiburg enthält die 37 denkmalgeschützten, unbeweglichen Objekte der Kärntner Gemeinde Bleiburg.

## Denkmäler
| Foto |                 | Denkmal | Standort                                            | Beschreibung | Metadaten |
| ---- | --------------- | --- | --------------------------------------------------- | --- | --- |
| ja   | Datei hochladen | Kath. Filialkirche hl. Luzia HERIS-ID: 53383 Objekt-ID: 61331                                                                            | Aich Standort KG: Aich                              | Die einschichtig gelegene Kirche mit im Kern romanischem Langhaus wurde Anfang des 18. Jahrhunderts um einen östlichen Altarraum und den mit 1726 bezeichneten mächtigen Nordturm erweitert und im Westen verlängert. Im Langhaus ist eine barocke schablonierte und bemalte Holzdecke. Die Altäre stammen aus der zweiten Hälfte des 18. Jahrhunderts. | BDA-Hist.: Q1413144 Status: § 2a Stand der BDA-Liste: 2025-06-30 Name: Kath. Filialkirche hl. Luzia GstNr.: .160 Filialkirche St. Luzia, Bleiburg                                                                    |
| ja   | Datei hochladen | Kath. Filialkirche hl. Sebastian HERIS-ID: 53384 Objekt-ID: 61332                                                                        | Aich Standort KG: Aich                              | Die kleine Kirche ist ein romanischer Bau mit eingezogener Rundapsis, Dachreiter und hölzerner Vorlaube. Das Westportal ist spätgotisch; an der Südseite des Langhauses ist ein Christophorusfresko aus dem 16. Jahrhundert. Die patronierte Holzdecke im Langhaus ist mit 1593 bezeichnet. In der Apsis wurden romanische Fresken freigelegt. Die Altäre stammen aus dem 17. Jahrhundert. | BDA-Hist.: Q1412744 Status: § 2a Stand der BDA-Liste: 2025-06-30 Name: Kath. Filialkirche hl. Sebastian GstNr.: .50 Filialkirche St. Sebastian, Aich/Dob                                                             |
| ja   | Datei hochladen | Kath. Filialkirche Mariae Himmelfahrt mit Friedhof HERIS-ID: 53567 Objekt-ID: 61558                                                      | bei Einersdorf 15 Standort KG: Aich                 | Die mittelgroße Kirche ist die ehemalige Friedhofskirche von Bleiburg. Das im Kern romanische Langhaus wurde im 17. Jahrhundert erhöht. Am gotischen Chor aus dem 14. Jahrhundert sind dreistufige Strebepfeiler. Der schlanke gotische Turm an der Chornordseite hat einen Pyramidenhelm. Bemerkenswert sind die gotischen Wandmalereien (um 1400) im kreuzgratgewölbten Chor. Am barocken Hochaltar von Ende des 17. Jahrhunderts ist eine lebensgroße gotische Madonnenfigur. | BDA-Hist.: Q1412794 Status: § 2a Stand der BDA-Liste: 2025-06-30 Name: Kath. Filialkirche Mariae Himmelfahrt mit Friedhof GstNr.: .100, 1639/2 Filialkirche Mariae Himmelfahrt, Einersdorf/Nonča                     |
| ja   | Datei hochladen | Kalvarienbergkapelle und Kreuzwegstationen HERIS-ID: 54582 Objekt-ID: 62901                                                              | Schilterndorf 18 Standort KG: Aich                  | Die Kreuzwegstationen sind in „windischer Deckung“ gedeckt und wurden 1970 von Josef Stefan in Freskotechnik mit den Rosenkranzgeheimnissen bemalt. Die Kreuzwegskapelle besteht aus drei Rundnischen und einem doppelt geschwungenen Giebel. In der Mittelnische steht ein Kruzifix zwischen zwei Engeln, die Orientalenfiguren in den Seitennischen scheinen nicht zur Kreuzigungsgruppe zu gehören. Anmerkung: Die Kreuzwegstationen liegen auf anderen Grundstücken. Der Dehio spricht tatsächlich von „seitlichen Orientalenfiguren“ und hält die Zugehörigkeit für nicht sicher. Wieso die naheliegendste Deutung nicht sicher ist, wird nicht erläutert – nämlich, dass es sich bei den beiden Figuren um Darstellungen jener beiden Heiligen handelt, die in unmittelbarem Zusammenhang mit der Grablegung Christi stehen: Nikodemus (links) und Joseph von Arimathia (rechts, mit Attribut Gralskelch), beide mit der für sie oft verwendeten turbanähnlichen Kopfbedeckung und mit jüdischer Gebetskapsel. | BDA-Hist.: Q38061418 Status: § 2a Stand der BDA-Liste: 2025-06-30 Name: Kalvarienbergkapelle und Kreuzwegstationen GstNr.: 1266 Kalvarienbergkapelle Heiligengrab (Bleiburg)                                         |
| ja   | Datei hochladen | Kath. Filialkirche Heiligengrab HERIS-ID: 54583 Objekt-ID: 62902                                                                         | Schilterndorf 18 Standort KG: Aich                  | Die ab 1761 errichtete Wallfahrtskirche ist ein bemerkenswert einheitlicher barocker Bau mit einheitlicher Ausstattung aus der Bauzeit. Die Wände und Decken des lichtdurchfluteten Kirchenraums sind bemalt, wobei Chor und Langhaus erst im 20. Jahrhundert an die barocke Kuppelausmalung angepasst wurden. Anmerkung: Der Chor der Kirche befindet sich auf Grundstück Nr. 1268 | BDA-Hist.: Q1713217 Status: § 2a Stand der BDA-Liste: 2025-06-30 Name: Kath. Filialkirche Heiligengrab GstNr.: .75 Wallfahrtskirche Heiligengrab                                                                     |
| ja   | Datei hochladen | Mlinar-Harpfe HERIS-ID: 36017 Objekt-ID: 34869                                                                                           | bei Schilterndorf 25 Standort KG: Aich              | Die Mlinar-Harpfe ist eine Hofharpfe, die über der westlichen Einstiegsöffnung mit „1866 Lukas Mlinar“ (damaliger Besitzer) und an der östlichen Einstiegsöffnung mit „Zimmermeister Juri Stephan“ und „Polier Peter Penjak“ bezeichnet ist. Die Harpfe ist eine äußerst aufwendige bundwerksartige Ständerkonstruktion aus vier aneinander gereihten, in sich abgebundenen Gittern, die aus je einem durch Unterzüge verbundenen Säulenpaar gebildet werden und durch Andreaskreuze und doppelte Streben die konstruktive Steifigkeit bekommen. | BDA-Hist.: Q37968384 Status: Bescheid Stand der BDA-Liste: 2025-06-30 Name: Mlinar-Harpfe GstNr.: 1292/3 Mlinar-Harpfe                                                                                               |
| ja   | Datei hochladen | Pestsäule (Mariensäule) HERIS-ID: 67530 Objekt-ID: 80503                                                                                 | 10. Oktober Platz Standort KG: Bleiburg             | Die Pestsäule von 1724 birgt in der Basis eine Grotte mit der heiligen Rosalia, auf dem Postament stehen die Steinfiguren der Pestheiligen Rochus und Sebastian und zuoberst auf der Säule die Statue der Maria Immaculata. | BDA-Hist.: Q38116915 Status: § 2a Stand der BDA-Liste: 2025-06-30 Name: Pestsäule (Mariensäule) GstNr.: 645/1, 645/3 Pestsäule Bleiburg                                                                              |
| ja   | Datei hochladen | Freyungsbrunnen HERIS-ID: 67573 Objekt-ID: 80546                                                                                         | 10. Oktober Platz Standort KG: Bleiburg             | Der Freyungsbrunnen wurde 1994/95 nach Plänen von Kiki Kogelnik angefertigt. | BDA-Hist.: Q38117117 Status: § 2a Stand der BDA-Liste: 2025-06-30 Name: Freyungsbrunnen GstNr.: 645/1, 645/3 Freyungsbrunnen Bleiburg                                                                                |
| ja   | Datei hochladen | Wohnhaus, Werner-Berg-Galerie und Stadtmauer HERIS-ID: 53474 Objekt-ID: 61438                                                            | 10. Oktober Platz 4 Standort KG: Bleiburg           | Das Gebäude der Werner-Berg-Galerie ist ein Stadthaus aus dem 17. Jahrhundert, das im Biedermeier im Fassadenbereich und im Inneren stark verändert wurde. 1995–1997 wurde das Haus nach Plänen von Peter Fleiß adaptiert. | BDA-Hist.: Q15061767 Status: § 2a Stand der BDA-Liste: 2025-06-30 Name: Wohnhaus, Werner-Berg-Galerie und Stadtmauer GstNr.: 74 Werner Berg Museum Bleiburg                                                          |
| ja   | Datei hochladen | Wohnhaus HERIS-ID: 57851 Objekt-ID: 68176seit 2019                                                                                       | 10. Oktober Platz 8 Standort KG: Bleiburg           | Der ehemalige Wirtschaftshof mit langem schmalen Hoftrakt wurde um 1800 zu einem Bürgerhaus umgewandelt. Die Platzfassade hat qualitätsvollen biedermeierlich-klassizistischen Putzdekor. | BDA-Hist.: Q105645868 Status: Bescheid Stand der BDA-Liste: 2025-06-30 Name: Wohnhaus GstNr.: .60 |
| ja   | Datei hochladen | Gasthaus Zur Krone und Reste der alten Stadtmauer HERIS-ID: 57133 Objekt-ID: 66884                                                       | 10. Oktober Platz 30 Standort KG: Bleiburg          | Das Gasthaus „Zur Krone“ ist ein spätgotisches Bürgerhaus mit einer um 1775 entstandenen spätbarocken Fassade, turmartigem Vorbau und Rokokogiebel. | BDA-Hist.: Q38074781 Status: Bescheid Stand der BDA-Liste: 2025-06-30 Name: Gasthaus Zur Krone und Reste der alten Stadtmauer GstNr.: .48                                                                            |
| ja   | Datei hochladen | Volksschule HERIS-ID: 53466 Objekt-ID: 61430                                                                                             | Bahnhofstraße 18 Standort KG: Bleiburg              | 1908 wurde die Schule als „Kaiser Jubiläums Volksschule“ errichtet und am 22. April 1911 eröffnet. | BDA-Hist.: Q38057247 Status: § 2a Stand der BDA-Liste: 2025-06-30 Name: Volksschule GstNr.: 435/7 Volksschule Bleiburg                                                                                               |
| ja   | Datei hochladen | Freibad HERIS-ID: 53465 Objekt-ID: 61429                                                                                                 | Bahnhofstraße 29 Standort KG: Bleiburg              | Das Freibad wurde 1927–1928 durch Baumeister Ignaz Glawar errichtet. Es ist eines der wenigen erhaltenen Beispiele dieser für die Zwischenkriegszeit typischen Badeanlagen. 1996 wurde das Bad nach Plänen von Peter Fleiß unter größtmöglicher Erhaltung der Substanz der Erbauungszeit umgebaut. | BDA-Hist.: Q38057239 Status: § 2a Stand der BDA-Liste: 2025-06-30 Name: Freibad GstNr.: .216 Freibad Bleiburg |
| ja   | Datei hochladen | Friedhof mit Kapellen HERIS-ID: 67555 Objekt-ID: 80528                                                                                   | Heimstraße Standort KG: Bleiburg                    | Die Friedhofskapelle ist ein hoch dimensionierter Rechtecksbau in neoklassizistischen Formen mit Kolossalpilastergliederung aus der Mitte des 19. Jahrhunderts. | BDA-Hist.: Q38117049 Status: § 2a Stand der BDA-Liste: 2025-06-30 Name: Friedhof mit Kapellen GstNr.: .151/2, .151/4, .151/5, 648 Friedhof Bleiburg                                                                  |
| ja   | Datei hochladen | Kath. Pfarrkirche hll. Petrus und Paulus HERIS-ID: 53469 Objekt-ID: 61433                                                                | Kirchplatz 1 Standort KG: Bleiburg                  | Die große spätgotische Kirche wurde im 15./16. Jahrhundert errichtet. Sie hat ein nördliches Seitenschiff und einen Turm mit Zwiebelhelm an der Chorsüdseite. Das Hauptschiff ist sternrippengewölbt, Chor und Seitenschiff netzrippengewölbt. Orgel, Betbänke und Beichtstühle sind neugotisch. | BDA-Hist.: Q2082558 Status: § 2a Stand der BDA-Liste: 2025-06-30 Name: Kath. Pfarrkirche hll. Petrus und Paulus GstNr.: .106 Pfarrkirche Peter und Paul in Bleiburg                                                  |
| ja   | Datei hochladen | Pfarrhof, Stadtmauer und Wehrgraben HERIS-ID: 53470 Objekt-ID: 61434                                                                     | Kumeschgasse 16 Standort KG: Bleiburg               | Der Pfarrhof ist im Kern spätgotisch und spätbarock mit Ausstattungsteile aus der Biedermeierzeit. 1995 wurde er nach Plänen von Reinhold Wetschko umgebaut. Reste von Stadtmauer und Wehrgraben aus dem 14. Jahrhundert sind erhalten. | BDA-Hist.: Q38057257 Status: § 2a Stand der BDA-Liste: 2025-06-30 Name: Pfarrhof, Stadtmauer und Wehrgraben GstNr.: 22/1, 21/1, 21/2                                                                                 |
| ja   | Datei hochladen | Ehem. Bürgerspitalskapelle hl. Erasmus HERIS-ID: 53471 Objekt-ID: 61435                                                                  | Kumeschgasse 18 Standort KG: Bleiburg               | Die 1766 errichtete Kapelle enthält Bemalung und barocke Ausstattung aus der Bauzeit. Bemerkenswert ist der Opfergangsaltar. | BDA-Hist.: Q1021483 Status: § 2a Stand der BDA-Liste: 2025-06-30 Name: Ehem. Bürgerspitalskapelle hl. Erasmus GstNr.: .25/2 Bürgerspitalskapelle (Bleiburg)                                                          |
| ja   | Datei hochladen | Bezirksgericht, ehem Bürgerspital, Stadtmauer und Wehrgraben HERIS-ID: 67520 Objekt-ID: 80493                                            | Kumeschgasse 18 Standort KG: Bleiburg               | Das Bezirksgericht ist das ehemalige Bürgerspital, das im Kern aus dem 16. Jahrhundert stammt, 1766 umgebaut und 1840 aufgestockt und neu fassadiert wurde. | BDA-Hist.: Q38116873 Status: § 2a Stand der BDA-Liste: 2025-06-30 Name: Bezirksgericht, ehem Bürgerspital, Stadtmauer und Wehrgraben GstNr.: .25/1, 18/1, 18/3 Bezirksgericht Bleiburg                               |
| ja   | Datei hochladen | Goiginger-Kaserne, Kunst am Bau, Rauminstallationen von Kiki Kogelnik und von Reimo Wukounig HERIS-ID: 112523 Objekt-ID: 130729seit 2017 | Loibacher Straße 13 Standort KG: Bleiburg           | In dem 1988 errichteten kreuzförmigen Wirtschaftsgebäude der Kaserne gestalteten im Rahmen der Aktion Kunst am Bau Kiki Kogelnik Stiegenhaus und Aula (I have seen the future) und Reimo Wukounig den Speisesaal. | BDA-Hist.: Q37831486 Status: Bescheid Stand der BDA-Liste: 2025-06-30 Name: Goiginger-Kaserne, Kunst am Bau, Rauminstallationen von Kiki Kogelnik und von Reimo Wukounig GstNr.: 584 Goiginger-Kaserne, Kunst am Bau |
| ja   | Datei hochladen | Wohn- und Geschäftshaus, Mory-Haus, ehem. Messiner Behausung HERIS-ID: 35423 Objekt-ID: 34182                                            | Postgasse 13 Standort KG: Bleiburg                  | Das Mory-Haus wurde in der 1. Hälfte des 19. Jahrhunderts errichtet. Bei der Außenrestaurierung wurde der Stuck ergänzt und die klassizistische Architekturpolychromie wiederhergestellt. | BDA-Hist.: Q37964149 Status: Bescheid Stand der BDA-Liste: 2025-06-30 Name: Wohn- und Geschäftshaus, Mory-Haus, ehem. Messiner Behausung GstNr.: 53 Moryhaus Bleiburg                                                |
| ja   | Datei hochladen | Schloss Thurn-Valsassina HERIS-ID: 35424 Objekt-ID: 34183                                                                                | Schloß 1 Standort KG: Bleiburg                      | Unter Einbeziehung einiger Teile einer Burg aus dem 12. bis 15. Jahrhundert (östlicher Bergfried, Turm im Nordwesten, Palas im Westen) wurde Anfang des 17. Jahrhunderts das wuchtige dreigeschoßige Schloss errichtet. Das südliche Rustikaportal ist mit 1606 bezeichnet. | BDA-Hist.: Q1771381 Status: Bescheid Stand der BDA-Liste: 2025-06-30 Name: Schloss Thurn-Valsassina GstNr.: .9/3 |
| ja   | Datei hochladen | Pestkreuz HERIS-ID: 67574 Objekt-ID: 80547                                                                                               | Völkermarkter Straße Standort KG: Bleiburg          | Das Pestkreuz, ein massiger Pfeiler mit markant geschwungenen Dach wurde 1715 über einem Massengrab errichtet. Die Nischenmalereien stammen von Ria Mels-Colloredo aus den 1960er Jahren und wurden 1989 von W. Campidell restauriert. | BDA-Hist.: Q38117127 Status: § 2a Stand der BDA-Liste: 2025-06-30 Name: Pestkreuz GstNr.: 636/2 Pestkreuz in Bleiburg                                                                                                |
| ja   | Datei hochladen | Figurenbildstock hl. Johannes Nepomuk und Kruzifixus HERIS-ID: 56865 Objekt-ID: 66470                                                    | Bleiburg Standort KG: Bleiburg                      | Auf der Johannis-Brücke steht auf der einen Seite ein barockes Kruzifix, auf der anderen eine Johannes-Nepomuk-Statue aus der zweiten Hälfte des 18. Jahrhunderts. | BDA-Hist.: Q38073788 Status: § 2a Stand der BDA-Liste: 2025-06-30 Name: Figurenbildstock hl. Johannes Nepomuk und Kruzifixus GstNr.: 645/1                                                                           |
| ja   | Datei hochladen | Speicher Ravnjak HERIS-ID: 46737 Objekt-ID: 48876                                                                                        | Kömmelgupf 7 Standort KG: Kömel                     | Der bemerkenswerte große Speicher mit Wohnraum ist mit 1709 bezeichnet. | BDA-Hist.: Q38023308 Status: Bescheid Stand der BDA-Liste: 2025-06-30 Name: Speicher Ravnjak GstNr.: .51 Speicher Ravnjak                                                                                            |
| ja   | Datei hochladen | Scheune, Kroff-Harpfe HERIS-ID: 67731 Objekt-ID: 80712                                                                                   | Einersdorf 9 Standort KG: Moos                      | Die Doppelharpfe in bundwerkartiger Ständerkonstruktion hat gitterförmige Quer- und Längsverbindungen. | BDA-Hist.: Q38117498 Status: Bescheid Stand der BDA-Liste: 2025-06-30 Name: Scheune, Kroff-Harpfe GstNr.: 117/23 Kroff-Harpfe                                                                                        |
| ja   | Datei hochladen | Staudachhof/Neues Schloss/Schloss Einersdorf HERIS-ID: 67747 Objekt-ID: 80728seit 2012                                                   | Einersdorf 21 Standort KG: Moos                     | Um 1600 im Besitz Maximilian Jabornegg von Gamsenegg, um 1640 Georg Leonhard von Staudacher. Schlossartiger Ansitz, um 1700, im Kern älter. | BDA-Hist.: Q38117534 Status: Bescheid Stand der BDA-Liste: 2025-06-30 Name: Staudachhof/Neues Schloss/Schloss Einersdorf GstNr.: 98/1 Schloss Einersdorf, Bleiburg                                                   |
| ja   | Datei hochladen | Schnitzkruzifixus HERIS-ID: 67728 Objekt-ID: 80709                                                                                       | bei Moos 10 Standort KG: Moos                       | Am hohen Holzkreuz aus dem 19. Jahrhundert mit geschwungenem Blechdach befindet sich ein überlebensgroßer Korpus. | BDA-Hist.: Q38117479 Status: § 2a Stand der BDA-Liste: 2025-06-30 Name: Schnitzkruzifixus GstNr.: 1350 |
| ja   | Datei hochladen | Florianikreuz / Skoffkreuz / Komankreuz HERIS-ID: 67763 Objekt-ID: 80744                                                                 | südlich Replach 25 Standort KG: Moos                | Das Florianikreuz, auch Skoff-Kreuz genannt, steht südwestlich von Rinkenberg und wurde 1545 wahrscheinlich als Pestkreuz erbaut. Der gedrungene Nischenbild-Breitpfeiler mit dem Grundriss eines griechischen Kreuzes und vier Eckpfeilern, die diagonal zu den Bildfeldern stehen, wird von einem Pyramidendach bekrönt. Dargestellt sind der heilige Florian, der Erzengel Michael, die Kreuzigung und eine Madonna. | BDA-Hist.: Q38117565 Status: Bescheid Stand der BDA-Liste: 2025-06-30 Name: Florianikreuz / Skoffkreuz / Komankreuz GstNr.: 1327, 1322/4 Bildstock in Replach-Süd                                                    |
| ja   | Datei hochladen | Kath. Filialkirche hl. Bartholomäus HERIS-ID: 54241 Objekt-ID: 62421                                                                     | Kirchenweg Standort KG: Oberloibach                 | Der mächtige romanische Sakristeiturm an der Langhaussüdseite stammt aus dem 13. Jahrhundert; das Langhaus wurde Anfang des 18. Jahrhunderts nach Westen erweitert und erhöht. Der zweijochige Chor ist barock kreuzgratgewölbt. Der Hauptaltar ist von 1730, die Seitenaltäre von 1655. | BDA-Hist.: Q1412965 Status: § 2a Stand der BDA-Liste: 2025-06-30 Name: Kath. Filialkirche hl. Bartholomäus GstNr.: .1 Filialkirche hl. Bartholomäus, Oberloibach                                                     |
| ja   | Datei hochladen | Kath. Filialkirche hl. Georg HERIS-ID: 54356 Objekt-ID: 62599                                                                            | St. Georgen 1 Standort KG: Oberloibach              | Die kleine gotische Kirche mit spätgotischem Chor mit Strebepfeilern wurde barock verändert und nach Westen verlängert. Das Netzrippengewölbe des Chors weist bemerkenswerte Kopfkonsolen und bemalte Schlusssteine auf. Die Altäre stammen aus dem 17. Jahrhundert; am Hauptaltar sind spätgotische Seitenfiguren. | BDA-Hist.: Q1413079 Status: § 2a Stand der BDA-Liste: 2025-06-30 Name: Kath. Filialkirche hl. Georg GstNr.: .43/1 Kirche St Georgen ob Bleiburg                                                                      |
| ja   | Datei hochladen | Kath. Pfarrkirche hl. Florian und Friedhof HERIS-ID: 54545 Objekt-ID: 62845                                                              | Rinkenberg Standort KG: Rinkenberg                  | Die spätgotische Kirche hat eine große Vorlaube mit Resten einer patronierten Flachdecke. Der niedrige von Strebepfeilern gestützte Chor ist kreuzrippengewölbt und mit reichen Wandmalereien aus dem 15. Jahrhundert versehen. Hochaltar und Seitenaltäre sind aus dem 18. Jahrhundert. | BDA-Hist.: Q2082925 Status: § 2a Stand der BDA-Liste: 2025-06-30 Name: Kath. Pfarrkirche hl. Florian und Friedhof GstNr.: 13/3 Pfarrkirche Rinkenberg                                                                |
| ja   | Datei hochladen | Pfarrhof HERIS-ID: 54544 Objekt-ID: 62844                                                                                                | Rinkenberg Standort KG: Rinkenberg                  | | BDA-Hist.: Q38061212 Status: § 2a Stand der BDA-Liste: 2025-06-30 Name: Pfarrhof GstNr.: 11/1 |
| ja   | Datei hochladen | Kath. Filialkirche hl. Oswald HERIS-ID: 54546 Objekt-ID: 62846                                                                           | Rinkolach Standort KG: Rinkenberg                   | Die kleine, im Kern romanische Kirche hat einen eingezogenen kreuzrippengewölbten Chor mit Strebepfeilern. Wandmalereireste im Chor sind von Anfang des 15. Jahrhunderts. Der spätbarocke Hochaltar ist mit 1772 bezeichnet, die Seitenaltäre sind etwa 100 Jahre älter. | BDA-Hist.: Q1413017 Status: § 2a Stand der BDA-Liste: 2025-06-30 Name: Kath. Filialkirche hl. Oswald GstNr.: 1000 Filialkirche St. Oswald, Rinkolach                                                                 |
| ja   | Datei hochladen | Kath. Filialkirche hl. Margaretha und Friedhof HERIS-ID: 54731 Objekt-ID: 63116                                                          | bei St. Margarethen 36 Standort KG: St. Margarethen | Die langgestreckte frühbarocke Kirche mit bemerkenswertem Architekturdekor wurde im 17. Jahrhundert errichtet und hat einen mächtigen Westturm in Schiffsbreite. Die Altäre stammen aus dem 17. Jahrhundert. | BDA-Hist.: Q38062161 Status: § 2a Stand der BDA-Liste: 2025-06-30 Name: Kath. Filialkirche hl. Margaretha und Friedhof GstNr.: 72/2 Filialkirche St. Margarethen (Bleiburg)                                          |
| ja   | Datei hochladen | Zolldienst- und Wohngebäude HERIS-ID: 45171 Objekt-ID: 46083                                                                             | Ebersdorf 35 Standort KG: Unterloibach              | Das Zolldienst- und Wohngebäude ist ein dreigeschoßiger, im Mitteltrakt viergeschoßiger Bau über U-förmigem Grundriss, bestehend aus einem vierachsigen Mittelrisalit und zwei Seitentrakten. Das Haus zeigt den Einfluss des Heimatstils sowie des Spätsecessionismus. Die Fassaden der streng symmetrischen Anlage gliedern sich vertikal durch genutete Lisenen und horizontal durch Fensterbänder. | BDA-Hist.: Q38014020 Status: Bescheid Stand der BDA-Liste: 2025-06-30 Name: Zolldienst- und Wohngebäude GstNr.: 88/2                                                                                                 |
| ja   | Datei hochladen | Kath. Filialkirche hl. Andreas HERIS-ID: 54242 Objekt-ID: 62422                                                                          | Loibacher Straße Standort KG: Unterloibach          | Der spätgotische Bau der zweiten Hälfte des 15. Jahrhunderts liegt in Unterloibach und ist von einem Friedhof umgeben. Urkundlich erstmals erwähnt wird das sakrale Bauwerk im Jahre 1481. Das Langhaus erfuhr im Jahr 1899 eine Verlängerung nach Westen um drei Joche und wurde gleichzeitig zum Teil erneuert. Der gotische Turm mit Pyramidendach befindet sich südlich des Chores; nördlich davon wurde im 19. Jahrhundert die Sakristei errichtet. Am Chor stützen dreistufige Strebepfeiler das Bauwerk. Im Langhaus wird ein sechsjochiges Netzrippengewölbe vom Ende des 19. Jahrhunderts von Konsolen getragen. Die Westempore ist dreiachsig. Der Triumphbogen ist spitzbogig abgefast. Der Chor hat die Breite des Langhauses, ist zweijochig mit 3/8-Schluss, das spätgotische Netzrippengewölbe ruht auf Konsoldiensten, die Chorschlusswand ist mit 1472 bezeichnet. Hochaltar und Antonius-Altar präsentieren sich in barocken Formen, bezeichnet 1914 von Alois Zoratti aus Marburg; die Visionen des hl. Antonius und ein Herz-Jesu-Brustbild fungieren als Hochrelief, Statuen des hl. Anton Einsiedler, des hl. Rochus und zwei kniende Engel vervollständigen das Werk. Der linke Seitenaltar (bezeichnet 1894) ist in barockisierenden Formen gehalten. Der rechte Seitenaltar stammt aus dem Jahre 1912, die Kanzel wurde Ende des 19. Jahrhunderts geschaffen. | BDA-Hist.: Q1413295 Status: § 2a Stand der BDA-Liste: 2025-06-30 Name: Kath. Filialkirche hl. Andreas GstNr.: .36 Filialkirche hl. Andreas, Unterloibach                                                             |
| ja   | Datei hochladen | Malzdarre der ehem. Brauerei Sorgendorf HERIS-ID: 57649 Objekt-ID: 67894                                                                 | Sorgendorf 6 Standort KG: Unterloibach              | Der viergeschoßige Turm auf quadratischem Grundriss mit achteckigem Schornstein wurde in der zweiten Hälfte des 19. Jahrhunderts errichtet. | BDA-Hist.: Q1146548 Status: Bescheid Stand der BDA-Liste: 2025-06-30 Name: Malzdarre der ehem. Brauerei Sorgendorf GstNr.: .7/3 Sorgendorfer Brauerei                                                                |